# Округа департамента Мёрт и Мозель
Во французский департамент Мёрт и Мозель входят округа:
- Брие
- Люневиль
- Нанси
- Туль

## История
Департамент Мёрт и Мозель был создан 7 сентября 1871 года на части территории департамента Мёрт и департамента Мозель, которые по Франкфуртскому договору остались за Францией.
- 1871 — создание департамента Мёрт и Мозель, в который вошли три бывших округа департамента Мёрт: Люневиль, Нанси и Туль и один бывший округ департамента Мозель: Брие.
- 1926 — расформирование округа Туль.
- 1943 — восстановление округа Туль